# Mohamed Belhocine
Mohamed Belhocine (arabisch محمد بلحسين; * 9. April 1951 in Tizi Ouzou) ist ein algerischer Internist und Epidemiologe. Seit 2021 ist er Kommissar der Afrikanischen Union für Bildung, Wissenschaft, Technologie und Innovation (engl.: Education, Science, Technology and Innovation (ESTI)).

## Ausbildung
Mohamed Belhocine besuchte die Grundschule in Sidi Lakhdar, einem kleinen Ort 125 km westlich von Algier, danach das Lycée Mustapha Ferroukhi in Miliana, 1970 erhielt er das Baccalauréat. Er begann ein Medizin-Studium an der Université d’Alger, das er 1976 mit dem Diplom abschloss.
Er erhielt die Zulassung zur Facharztausbildung an der medizinischen Fakultät von Algier und absolvierte seine Ausbildung zum Internisten an den Krankenhäusern von Beni Messous und Birtraria. Er erhielt sein Facharztdiplom im Dezember 1979.
Nach zwei Jahren Militärdienst am Ausbildungskrankenhaus der algerischen Armee wechselte er 1982 als Oberarzt an das Krankenhaus von Beni Messous. 1986 veröffentlichte er seine Promotionsschrift über die Prävalenz von Asthma bronchiale in der Bevölkerung des Küstendistrikts Chéraga, damals die erste nationale epidemiologische Studie mit einer repräsentativen Stichprobe für einen Distrikt.
Parallel zu seiner Facharztausbildung studierte Belhocine bis 1986 in einem Fernstudium Statistik in der klinische Forschung und anschließend Epidemiologie an der Universität Paris VI.

## Karriere in Algerien
Belhocine war von 1977 an als Arzt und Ausbilder tätig. Gemeinsam mit Hussein Dey gründete er in Beni Messous 1978 eine Schule zur Ausbildung von Rettungssanitätern, einzigartig zur damaligen Zeit in Algier.
Er war in den Folgejahren an einer Reihe von Krankenhäusern als Ausbilder tätig. Er wurde in den nationalen Expertenausschuss für die Nomenklatur von Arzneimitteln aufgenommen und war als Experte für Ausbildung und Forschung für das Gesundheitsministerium tätig.
Von 1994 bis 1996 war er als Planungsdirektor am Gesundheitsministerium tätig. 1996 wurde er Professor für innere Medizin und Ärztlicher Leiter am Universitätsklinikum Zéralda.

## Weltgesundheitsorganisation
Im Februar 1997 wurde Belhocine Berater des Regionalbüros der Weltgesundheitsorganisation (WHO) für Klinik- und Labortechnologien und Pflegequalität, mit dem Auftrag, sich für die Umsetzung der WHO-Richtlinien zur Qualitätssicherung im öffentlichen Gesundheitswesen einzusetzen. Er ist Mitautor einer Richtlinie für die Versorgung mit Medizinprodukten.
Im September 1998 wurde Belhocine zum Direktor der Abteilung für nichtübertragbare Erkrankungen (DNC) des afrikanischen WHO-Regionalbüros ernannt. Zu den Verdiensten der Abteilung zählt das Propagieren eines gesunden Lebensstils, eine weltweite Untersuchung über das Tabakrauchen von Jugendlichen in 22 afrikanischen Staaten und die aktive Beteiligung Afrikas an der Diskussion über das Rahmenübereinkommen der WHO zur Eindämmung des Tabakgebrauchs.
Von 2003 bis 2006 war Belhocine WHO-Repräsentant in Nigeria, er leitete ein Team von über 500 Mitarbeitern, die in den 36 Bundesstaaten und dem Federal Capital Territory eingesetzt waren, und verantwortete einen Zweijahreshaushalt von über 250 Millionen Dollar. Er förderte die Erhebung zuverlässiger Daten für medizinische Forschung und faktenbasierte Gesundheitspolitik beispielsweise in diesen Bereichen: nationale Gesundheitskonten, Wirksamkeit von Malariamedikamenten, Verfügbarkeit von Gesundheits-Dienstleistungen, Bewertung von Standorten für Antiretrovirale Therapien, Sentinelerhebungen zu HIV/AIDS und Arzneimittelpreise.
Belhocine engagierte sich stark bei der Beilegung der Kontroverse um den oralen Polio-Impfstoff, die im August 2003 begonnen hatte und zeitweise das Programm zur Ausrottung der Kinderlähmung im Norden Nigerias und in den Nachbarländern gefährdet hatte.
Belhocine ließ einen nationalen Reaktionsplan für den Gesundheitssektor im Falle einer Epidemie des Influenza-A-Virus H5N1, bekannt als Erreger der Vogelgrippe, erarbeiten. Als es in Nigeria zu einer Vogelgrippe H5N1-Epidemie bei Geflügel kam, führte er den Vorsitz des Lenkungsausschusses, der die Kooperation der Vereinten Nationen mit der Regierung koordinierte.
2006 wurde Belhocine als Vertreter der WHO nach Tansania versetzt. Neben der Unterstützung des Gesundheitsministeriums arbeitete sein Team hier mit anderen Organisationen des Systems der Vereinten Nationen zusammen wie dem UN-Entwicklungsprogramm (UNDP), dem Kinderhilfswerk UNICEF, dem Bevölkerungsfonds der Vereinten Nationen (UNFPA) und dem UN-HIV-Programm UNAIDS. Er koordinierte die Bekämpfung einer Rifttalfieber-Epidemie, wobei nationale Gesundheitsbehörden, die FAO, die Centers for Disease Control and Prevention und die WHO zusammenarbeiteten.

## UN-Entwicklungsprogramm
Belhocine war anschließend von 2009 bis 2013 Residenter Koordinator (RC) der Vereinten Nationen in Tunesien und Residenter Vertreter des Entwicklungsprogramm der Vereinten Nationen (UNDP).
Unter dem Eindruck der Tunesischen Revolution im Januar 2011 initiierte er eine Überarbeitung der Kooperationsstrategie der Vereinten Nationen, um die Maßnahmen der UN-Sonderorganisationen an die neue Situation angesichts der politischen und sozialen Entwicklung des Landes anzupassen.
Im April 2013 ging Belhocine in den Ruhestand.

## Unabhängige Beratungstätigkeit
Seit 2013 wird Belhocine regelmäßig als Berater zum Gesundheitswesen und Entwicklungsthemen auf nationaler und internationaler Ebene hinzugezogen.
Im Rahmen dieser Konsultationen wurde er 2015 von der UNDP in Absprache mit dem Außenministerium eingestellt. Er organisierte und leitete 13 Workshops mit verschiedenen Sektoren und dem System der Vereinten Nationen, in denen die strategischen Achsen der Zusammenarbeit zwischen der algerischen Regierung und den Vereinten Nationen für die Folgejahre festgelegt wurden.

### Ebola
Von Juni 2015 bis Februar 2016 war Belhocine für die WHO tätig und koordinierte die lokalen Maßnahmen im Kampf gegen die Ebola-Epidemie in Guinea. Er leitete dabei ein multidisziplinäres Team von rund 700 Mitarbeitern mit einem Budget von mehr als 52 Millionen Dollar. Bei seinem Eintreffen in dem westafrikanischen Staat wurden etwa 50 Fälle pro Monat gezählt, Ende des 2015 konnte Belhocine das offizielle Ende der Epidemie in Guinea erklären.

### COVID-19
2020 verfasste Belhocine gemeinsam mit Kollegen den nationalen Aktionsplan zur Bekämpfung der Covid-19-Pandemie in Algerien und war Mitglied des Wissenschaftsbeirats beim Gesundheitsministerium.

## Kommissar der Afrikanischen Union
Im Oktober 2021 wurde Belhocine auf Vorschlag Algeriens zum Kommissar der Afrikanischen Union für Erziehung, Wissenschaft, Technologie und Innovation als Nachfolger der Kamerunerin Sarah Anyang Agbor gewählt.

## Auszeichnungen (Auswahl)
- 2013 Medaille des Großoffiziers des Ordens der Republik Tunesien, verliehen von Präsident Moncef Marzouki[67]
- 2013 Medaille der Tunesischen Revolution, verliehen durch den MinisterpräsidentenAli Laarayedh[68]
- Medaille des Offiziers des Ordre national du Mérite Frankreichs, verliehen durch den französischen Botschafter
- 2012 Julia-V.-Taft-Preis der UNDP[69][70][71][72][73]
- 2008 Medal of the Nation's Gratitude, verliehen vom WHO-Regionaldirektor für Afrika

## Privates
Belhocine hat drei Kinder und sechs Enkel. 

## Bibliographie
- Algerian bibliography, Numbers 51-53. Bibliothèque Nationale, Algiers 1990, S. 29;65 (englisch, google.com).

- Mohamed Belhocine, Nadia Aït-Khaled: Prévalence de l'asthme dans une région d'Algérie. 1991, S. 97–100 (französisch, inist.fr).

- Mohamed Belhocine, Nadia Aït-Khaled, Samia Mahi-Taright: La prise en charge des asthmatiques. Evaluation d'une intervention de santé au niveau d'un secteur sanitaire d'Algérie. 1995, S. 67–76 (französisch, researchgate.net).

- Zimbabwe News, Volume 31, Numéros 2 à 9. Central Bureau of Information of the Zimbabwe African National Union, Harare 2000, S. 1 (französisch, google.com).

- The World Health Report 2001: Mental Health : New Understanding, New Hope. World Health Organization, 2001, ISBN 978-92-4156201-0, S. 170 (englisch, google.com).

- Mohamed Belhocine, Nadia Aït-Khaled, Samia Mahi-Taright: Can we improve the management of chronic obstructive respiratory disease? The example of asthma in adults. In: The International Journal of Tuberculosis and Lung Disease. 8. Jahrgang, Nr. 7, 2004, S. 873–881, PMID 15260280 (englisch, researchgate.net).

- Civil Society Perspectives on TB Policy in Bangladesh, Brazil, Nigeria, Tanzania, and Thailand. Open Society Institute, 2006, ISBN 978-1-891385-62-9, S. 291 (englisch, google.com).